# Erard du Châtelet
VI. Erard du Châtelet, mort après 1372, chevalier, seigneur du Châtelet et d'Autigny. Il est le fils d'Henri du Châtelet et de - de Beauffremont.

## Biographie
Il servit fidèlement Jean, duc de Lorraine dans la guerre contre Henri V, comte de Vaudemont où il fut fait prisonnier avec son fils Jean.

## Mariage et enfants
Il épousa Odette de Chauvirey et eut pour enfants :
1. Renaud
2. Liébault, bailli de Nancy
3. Jean, qui demeura prisonnier avec son père en 1348
4. Charles, seigneur de Fontenoy, épousa Jeanne de Ceriz
5. Jeanne, épousa Jean de Germiny

## Sources
- Dictionnaire de la noblesse, Badier, 1772
- Histoire généalogique de la maison du Châtelet de Dom Calmet, Nancy, 1741 ;